# Scissor Seven
Scissor Seven (刺客伍六七 Cìkè Wǔliùqī, lett. "Assassino Wu Liuqi"), originariamente intitolata Killer Seven, è una serie anime cinese creata per lo streaming, scritta e diretta da Xiaofeng He. È stata presentata per la prima volta il 25 aprile 2018, terminando la messa in onda il 20 giugno 2018 con un totale di 10 episodi. Successivamente sono usciti altri 4 OVA bonus, trasmessi dal 1 ° agosto 2018 al 22 agosto 2018. Il 10 gennaio 2020, Netflix ha pubblicato tutti e 14 gli episodi sulla sua piattaforma. Una seconda stagione è stata trasmessa in Cina in formato streaming, mentre la distribuzione occidentale è uscita il 7 maggio 2020 su  Netflix.

## Trama
Seven (Wu Liuqi) è un giovane che ha misteriosamente perso la memoria.  Inizialmente lo troviamo intento a gestire un chiosco di frattaglie, dove è solito dedicarsi alla preparazione dei piatti mediante l'uso di un paio di forbici che egli comanda tramite una sorta di telecinesi. La sua situazione cambia quando il suo fedele compagno di avventure, un "pollo blu" di nome Dai Bo, lo convince a sfruttare la propria abilità per un obiettivo più grande: quello di diventare un killer professionista e guadagnare il denaro necessario per recarsi nel regno di Stan, la cui tecnologia potrebbe 
restituire la memoria perduta al ragazzo.

## Episodi
| Nº          | Titolo italiano | In onda         | In onda |
| Nº          | Titolo italiano | Italiano        |         |
| Mission #1  | Kill bad People, earn good salve | 10 gennaio 2020 |         |
| Mission #1  | "Superato" il corso intensivo per diventare killer, lo squattrinato Seven apre un salone di parrucchiere come facciata. Primo incarico: tagliare i capelli a una sposa. |                 |         |
| Mission #2  | Stab your Dog Eyes Blind | 10 gennaio 2020 |         |
| Mission #2  | Miao Kitty, capo dei gatti, ingaggia Seven per rovinare una vecchia fiamma, ma dopo aver ascoltato l'infelice storia d'amore tra i due, cerca invece di farli riconciliare. Ma un altro assassino fa la sua comparsa: si tratta di Thirteen!                                              |                 |         |
| Mission #3  | Seven VS Thirteen | 10 gennaio 2020 |         |
| Mission #3  | Seven e Thirteen si affrontano: forbici vs spada! Non avendo chance contro la sua abile avversaria, Seven ricorre ad una serie di trucchi che gli permettono di intrattenere Thirteen. Verrà salvato dal piccolo pollo blu Xiao Fei e da Miao Kitty.                                      |                 |         |
| Mission #4  | Killing Underpants Man | 10 gennaio 2020 |         |
| Mission #4  | La "Società per la purezza dell'isola" convoca Seven per uccidere un collezionista di biancheria intima femminile, ma il killer si rifiuta di adempiere al suo dovere, in quanto favorevole alla'espressione delle differenze individuali.                                                |                 |         |
| Mission #5  | Killing a Domineering Grannie | 10 gennaio 2020 |         |
| Mission #5  | Seven deve affrontare una vecchietta venditrice di frutta, che per sopravvivere ricorre a frodi ed imbrogli nei confronti dei cittadini dell'isola. Si scoprirà solo alla fine che è stato proprio il figlio dell'anziana ad ingaggiare l'assassino, per ereditare il denaro della donna. |                 |         |
| Mission #6  | Assassinate a Pretty Girl | 10 gennaio 2020 |         |
| Mission #6  | Coca, il prossimo bersaglio di Seven, gli chiede aiuto per realizzare una lista dei desideri prima di essere uccisa. Ma il cliente che ha ingaggiato Seven nasconde un triste segreto...                                                                                                  |                 |         |
| Mission #7  | Killing Captain Jack | 10 gennaio 2020 |         |
| Mission #7  | Su incarico della guardia costiera dell'isola, Seven deve uccidere il capitano di un sottomarino pirata che sta minacciando il benessere dell'isola. L'incontro tra i due svelerà dettagli molto importanti sul passato del ragazzo.                                                      |                 |         |
| Mission #8  | Bodyguard Dachun | 10 gennaio 2020 |         |
| Mission #8  | Assoldato da una donna per uccidere il marito, Seven affronta l'invincibile guardia del corpo Dachun He. I due finiscono per legare, ma la guardia è costretta a compiere un grande sacrificio per il bene dell'isola.                                                                    |                 |         |
| Mission #9  | Crisis on the Island | 10 gennaio 2020 |         |
| Mission #9  | Fa la sua comparsa il principe di Stan che vuole distruggere l'isola nel tentativo di estrarre una preziosa roccia energetica che si trova sotto di essa. Seven tenta di fermarlo, ma la tecnologia del principe è troppo potente.                                                        |                 |         |
| Mission #10 | Thousand Demon Daggers | 10 gennaio 2020 |         |
| Mission #10 | Thirtheen accorre in aiuto di Seven per aiutarlo a sconfiggere la minaccia di Stan. Nello scontro il ragazzo ricorda (inconsciamente) parte del suo passato, manifestando la sua vera e terribile potenza!                                                                                |                 |         |
| Special #1  | Thirteen | 10 gennaio 2020 |         |
| Special #1  | Il passato di Thirteen viene alla luce: figlia disconosciuta del famigerato Spadaccino Fiore di Pruno, si unisce al mondo degli assassini dopo un tragico incidente. |                 |         |
| Special #2  | King Of Chicken (part #1) | 10 gennaio 2020 |         |
| Special #2  | Dai Bo ricorda il proprio amico/mentore, Da Fei, che in passato ha combattuto contro il Re Fagiano, affiche suo figlio Xiao Fei divenisse un pollo guerriero anziché un pollo da macello.                                                                                                 |                 |         |
| Special #3  | King Of Chicken (part #2) | 10 gennaio 2020 |         |
| Special #3  | Per vendicare l'amico Da Fei, Dai Bo affronta il Re Fagiano in combattimento, ma il divario tra i due sembra non avere limiti. Tuttavia Dai Bo non vuole arrendersi e trova un modo per rendere giustizia all'amico perduto.                                                              |                 |         |
| Special #4  | King Of Chicken (part #3) | 10 gennaio 2020 |         |
| Special #4  | Dai Bo, deciso a dare una lezione agli esseri umani, rischia lui stesso di perdere la propria umanità. Sarà grazie all'aiuto del piccolo Xiao Fei e alle parole dell'amico defunto se Dai Bo riuscirà a riprendersi e a liberare tutti i polli tenuti prigionieri.                        |                 |         |

## Accoglienza
Nel 2018, la serie raggiunge i lidi del prestigioso Festival Internazionale del Film di Animazione di Annecy, che per l'occasione accoglie per la prima volta una produzione cinese tra i ranghi della categoria Film TV. Un traguardo di immenso rilievo, che ha consentito a Killer Seven di farsi conoscere anche dal pubblico occidentale, attirando così l'attenzione del colosso Netflix, il quale, oltre a cambiare il titolo della serie in "Scissor Seven", accompagna la distribuzione di questa con un'operazione di doppiaggio, che non ha però coinvolto la lingua italiana (sono disponibili tuttavia i sottotitoli).

## Riferimenti ad altre opere
Durante il corso della serie, vengono spesso citati (in maniera più o meno diretta) alcuni grandi classici del panorama Battle Shonen giapponese. In particolare troviamo riferimenti a Dragon Ball, One Piece, Naruto, One-Punch Man e Le bizzarre avventure di Jojo.